# Saint-Pierre-de-Nogaret
Saint-Pierre-de-Nogaret este o comună în departamentul Lozère din sudul Franței. În 2009 avea o populație de 159 de locuitori.

## Evoluția populației
| An        | 1975 | 1982 | 1990 | 1999 | 2006 | 2009 |
| --------- | ---- | ---- | ---- | ---- | ---- | ---- |
| Populație | 211  | 186  | 188  | 158  | 151  | 159  |